# William I của Anh
William I của Anh (khoảng 1028 – 9 tháng 9, 1087) là Công tước xứ Normandy từ năm 1035 đến 1087 và là vua nước Anh từ năm 1066 đến khi qua đời.
Với tư cách của công tước xứ Normandy, William được biết đến là William II, và sau khi đã trở thành vua Anh, ông là William I. Ông thường được gọi là William Nhà chinh phạt hay William Kẻ chinh phục (William the Conqueror trong tiếng Anh và Guillaume le Conquérant trong tiếng Pháp) vì thành tích chinh phạt nước Anh của ông. Trước khi chinh phạt Anh, ông có biệt hiệu William Con hoang (William the Bastard trong tiếng Anh và Guillaume le Bâtard trong tiếng Pháp).
William xâm chiếm đảo Anh năm 1066, khi dẫn dắt một đội quân của người Norman giành chiến thắng trước quân Anglo-Saxon của Harold Godwinson trong trận Hastings, và đàn áp các cuộc nổi loạn của người Anh sau đó (được biết đến như là cuộc chinh phục của người Norman).
Triều đại của William đã đưa văn hóa Norman đến Anh Quốc, sau này có ảnh hưởng to lớn đến giai đoạn tiếp theo của nước Anh thời Trung Cổ. Những thay đổi về chính trị dưới triều đại của William dẫn đến sự cải cách trong bộ luật Anh, phát triển tiếng Anh, đồng thời truyền bá chế độ phong kiến lục địa châu Âu vào nước Anh.

## Thời thơ ấu của William I
Cậu bé Guillaume sinh vào khoảng năm 1024 hoặc 1028 tại Công quốc Normandie, miền bắc nước Pháp ngày nay. Cha ông là Robert I Vĩ đại (Robert le Magnifique), vị Công tước xứ Normandy thứ 6. Mẹ ông là Herleva (còn gọi là Herlette xứ Falaise), con gái của một người nông dân giàu có. Có một điều chua xót với William là cha mẹ ông không có cưới hỏi chính thức, nên ông bị xem là con ngoài gia thú của Công tước xứ Normandy, vì thế các sử gia đương thời gọi ông bằng cái tên rất khó nghe là "William con hoang" (William the Bastard). Tuy nhiên, William lại là con trai duy nhất của Robert, nên vào năm 1034, trước khi hành hương đến Jerusalem, Công tước Robert đã thuyết phục mọi người thừa nhận "người con hoang" William là kẻ thừa kế Công quốc Normandy. Một năm sau đó (1035), Robert qua đời tại Tiểu Á trên đường hành hương trở về nước. Thế là, William lúc đó mới lên 8, đã trở thành công tước của Normandy.
Có điều, chung quanh vị công tước 8 tuổi này là những kẻ luôn dòm ngó đến quyền lực và toan tính tước đoạt địa vị của cậu, nhất là những người anh em họ ngoại luôn muốn dồn William vào chỗ chết. Thế nên ngay từ thời thơ ấu, cậu bé William đã phải đối mặt với những âm mưu lật đổ và phải sống cảnh hiểm nguy. May mắn cho William là vua Pháp Henri I (1031-1060) luôn luôn che chở cậu, nên William vẫn bình an.

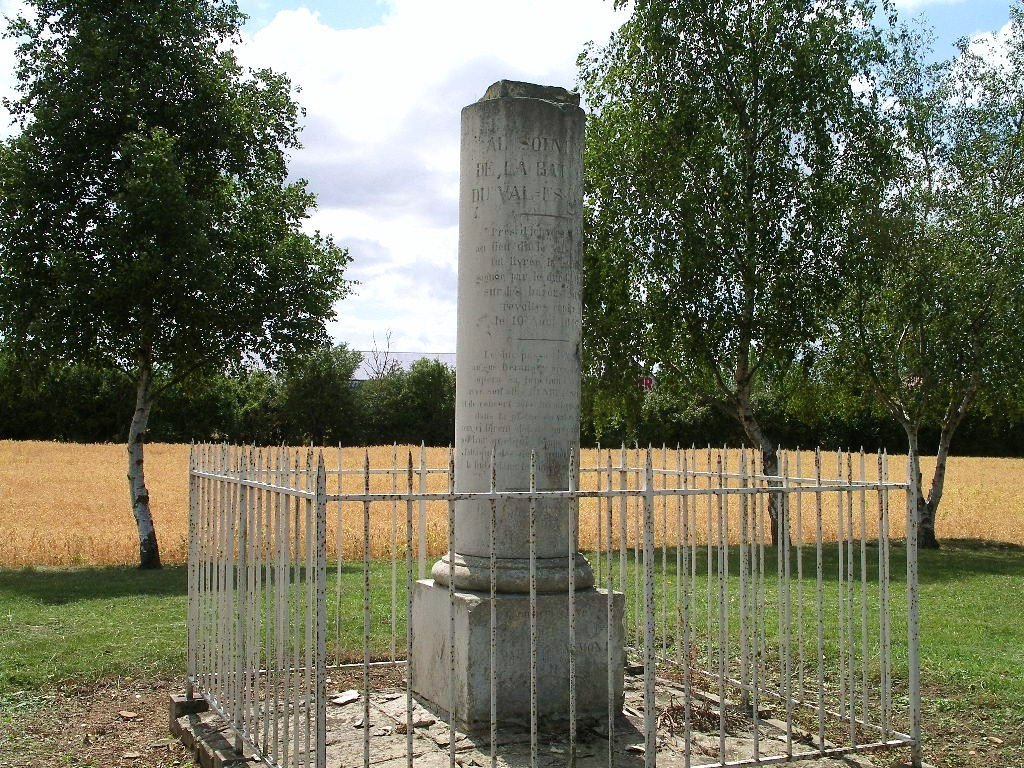
Cột trụ được xây dựng nhằm kỉ niệm chiến thắng năm 1047 tại Val-ès-Dunes.

Cuối cùng, vào năm 1047, những kẻ mưu phản lại bí mật tổ chức một cuộc ám sát William, ngay vào lúc ông đang đi săn trong rừng và không hay biết chi cả. May mắn cho ông là một thủ hạ đã kịp thời báo tin và giúp William lập tức phi ngựa suốt đêm để tới nơi an toàn. Lúc này, vua Henri I lại giúp William tập hợp những lực lượng lãnh chúa quý tộc trung thành với hoàng gia, đánh bại những kẻ phản loạn tại chiến dịch Valès Dunes. Đến chừng đó, quyền lực của William mới được củng cố.
Có lẽ do phải sống trong môi trường hiểm nguy như vậy, về sau William trở thành một con người vô cùng đa nghi và tàn nhẫn. Ông không tin bất cứ ai, trừ một số bạn bè và người thân cận, khiến cuộc sống cá nhân của ông vô cùng khép kín và cô độc. Theo đó, bất cứ ai xúc phạm đến thân thế của ông đều bị trả thù không chút thương tiếc. Điển hình như lúc William đang bao vây thành Halencon, binh sĩ trong thành đã treo một tấm da lên vách thành và hét lớn: "Đây là tấm da thuộc dành cho người thợ da!"_ ám chỉ ông ngoại của William vốn xuất thân chỉ là một người thợ da hèn kém. Vì vậy, sau khi chiếm được Halencon, William hạ lệnh bắt tất cả chức sắc trong thành đem lột da sống hoặc chặt bỏ tay chân trước mặt mọi người. Từ đó, sự tàn bạo của ông lan ra khắp nơi.

## Công tước William của xứ Normandy
Năm 1053, William cưới Maltida, con gái của bá tước Baldwin xứ Flanders một thế lực hùng mạnh ở miền đông bắc nước Pháp. Giáo hoàng đã từng ra mặt ngăn cản cuộc hôn nhân này, vì William và Maltida có họ hàng quá gần. Nhưng William vẫn cứ làm theo ý riêng của mình. Ông biết rằng liên minh được với Flanders sẽ khiến vị thế và uy tín của mình cao hơn. Nói chung, theo đánh giá của người đương thời, đây là một cuộc hôn nhân thành công. Bản thân William là một người chồng trung thực, còn Maltida hoàn toàn có thể thay thế William quản lý sự vụ ở Normandy khi ông bận việc đi xa. Bản thân họ có với nhau đến 9 người con, trong đó có hai người làm vua là William II (1087-1100) và Henry I (1100-1135).
William cũng là một nhà cai trị vĩ đại. Tại Normandy, ông đã dùng uy quyền của mình khống chế chặt chẽ các thuộc hạ, hạn chế nạn quyền thần và nghiêm cấm các lãnh chúa tự ý gây chiến lẫn nhau trong lãnh thổ Normandy, nhờ đó mà tình hình trị an của công quốc khá ổn định. Đồng thời, do William giành được quyền đúc tiền trong lãnh địa mà kinh tế của Normandy nhanh chóng hưng thịnh, quốc khố trở nên rất hùng hậu, thuộc hàng đứng đầu châu Âu thời đó.

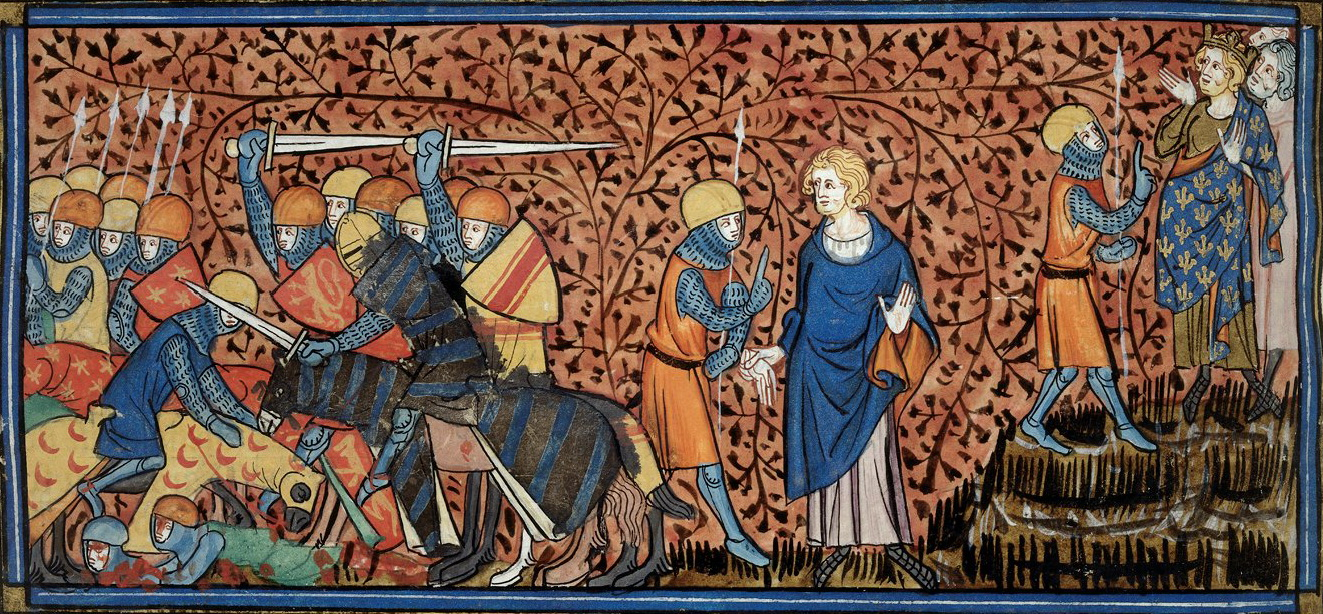
Tranh minh hoạ thế kỷ 14 mô tả chiến thắng của quân đội William trước Henri I của Pháp tại Mortemer. Ở tận cùng bên phải là cảnh sứ thần của William diện kiến vua Henri.

Lo sợ trước sự lớn mạnh của William, vua Pháp Henri I, người từng bảo trợ William trước đây, nay chuyển sang tấn công lãnh thổ của ông vào năm 1054 và 1057, nhưng thất bại. Sau đó, khi Henri I và bá tước xứ Maine (một tiểu quốc nằm phía nam Normandy) Geoffrey II nhà Anjou cùng qua đời, thế lực của William càng mạnh lên. Ông đã nhân cơ hội Maine có nội loạn sau cái chết của Geoffrey (1063) mà cất binh thôn tính toàn bộ lãnh địa này. Sang năm sau, Wiliiam lại thành công trong việc bắt bá tước Britanny cúi đầu xưng thần. Normandy từ đây trở thành thế lực hùng mạnh nhất miền bắc nước Pháp.
Tiếp đó, William bắt đầu hướng sự chú ý của ông qua Eo biển Manche, đến nước Anh đang được cai trị bởi người Anglo-Saxon.

## Vua William I của nước Anh

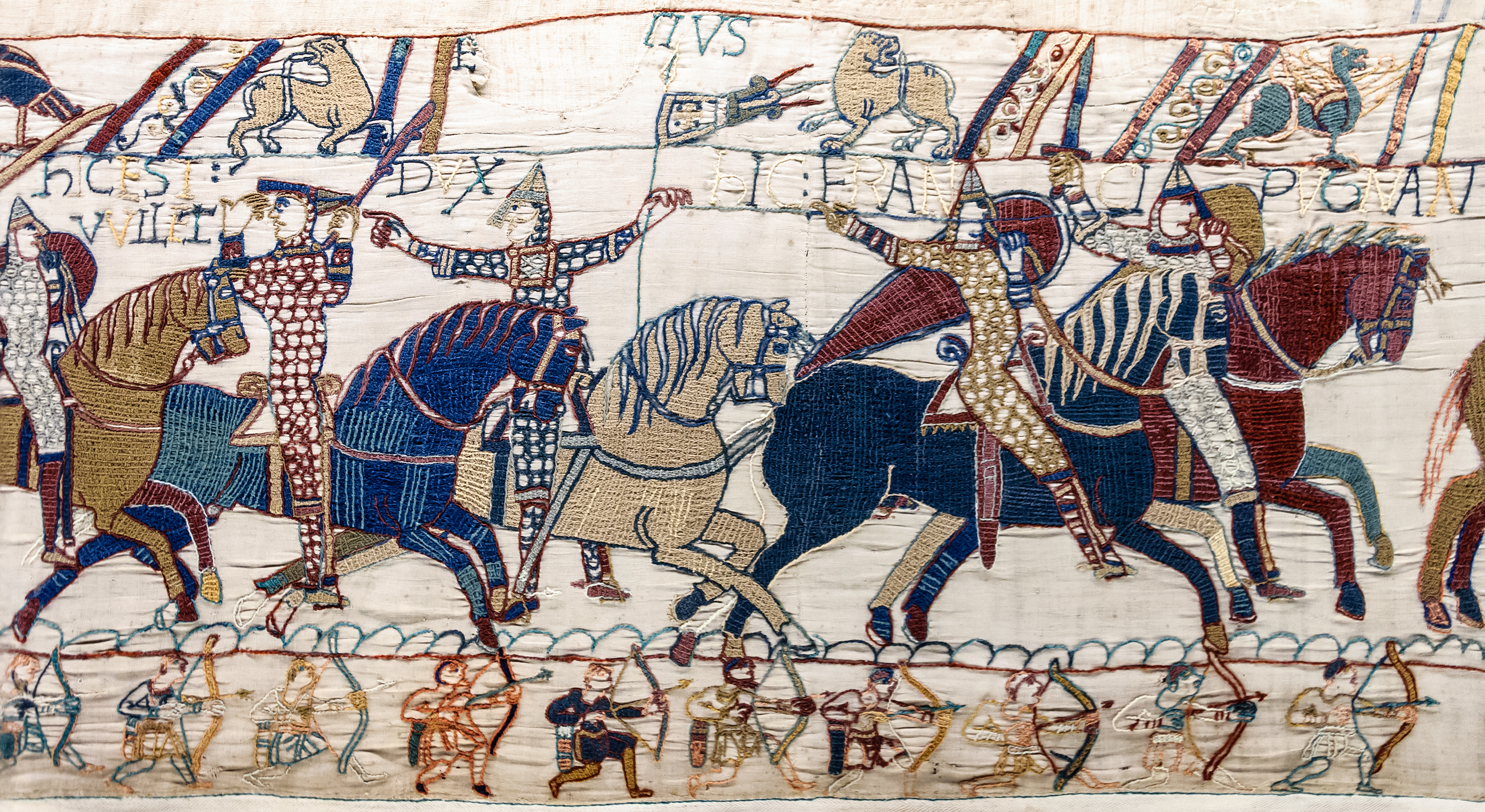
Bức thứ 55 trong tấm thảm Bayeux mô tả cảnh William đang cưỡi ngựa cùng một số quý tộc của ông trong trận Hasting.

### Xâm lược nước Anh
Khi vua Edward Sám Hối của nước Anh qua đời năm 1066, William lấy tư cách là anh em họ của Edward, tự nhận bản thân được trao lại ngai vàng nước Anh. Ông đã cùng đội quân đánh thuê là các kị sĩ người Pháp kéo sang Anh và đã đánh bại vua mới là Harold Godwinson trong trận Hastings rồi lên làm vua, mang theo cả chế độ phong kiến và tầng lớp hiệp sĩ Pháp đến cai trị đảo Anh.

### Sự cai trị của William I tại nước Anh (1066-1087)

#### Đàn áp bạo loạn, củng cố vương quyền

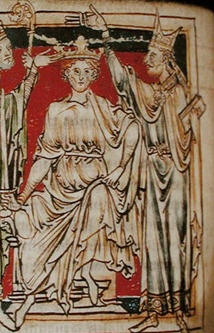
William làm lễ đăng quang cùng vợ là Matilda, tranh minh hoạ thế kỷ 13 trong cuốn Flores Historiarum của Matthew Paris.

Sau khi làm lễ gia miện, vua William trở về Normandy (tháng 2/1067) và giao nước Anh lại cho Odo, Công tước xứ Kent, cũng là người em trai cùng cha khác mẹ với William, cai quản. Tuy nhiên, rõ ràng dân chúng và giới quý tộc Anglo-Saxon khó lòng chấp nhận một vị vua ngoại tộc vừa mới áp đặt nền thống trị lên đất nước họ bằng một cuộc chiến tranh xâm lược. Vì vậy, những cuộc bạo động liên tiếp bùng nổ ở trên toàn khắp Anh quốc. Nhất là thế lực mạnh mẽ của các chúa phong kiến miền Bắc lại càng khó trị: với sự trợ giúp của người Đan Mạch, họ liên tiếp mở những đợt nam tiến, tấn công vào những vùng đất do người Norman cai trị. Vì vậy, William lại phải thân chinh sang nước Anh để đánh dẹp và cuối cùng, vào năm 1069 ông đã ổn định được tình hình miền nam. Tiếp đó, vào các năm 1069-1071, William xua quân lên phía bắc, quyết tâm quét sạch các thế lực phong kiến Anh còn ngoan cố chống cự. Để triệt để tiêu diệt kẻ thù, quân Norman sử dụng chính sách tiêu thổ một cách tàn bạo, đốt phá và giết chóc tại mọi nơi họ đi quan. Hệ quả là miền bắc nước Anh bị tàn phá hết sức ghê gớm, nhiều làng mạc sau mười năm vẫn không có một bóng người. Những người may mắn sống sót không thể nào quên được cảnh đổ nát, chết chóc, cũng như cảnh người chết đói la liệt khắp nơi.
Sau khi tiêu diệt các lực lượng nổi dậy, nước Anh về cơ bản đã được thống nhất. Năm 1072, William lại xua quân tấn công vùng Scotland, đến năm 1081 thì xâm chiếm xứ Wales, xây dựng một khu định cư đặc biệt tại biên cảnh hai địa phương nói trên để củng cố biên phòng và đảm bảo trật tự trị an. Đồng thời, William tiếp tục hạ lệnh xây dựng hàng trăm thành lũy trên khắp vương quốc Anh. Lúc ban đầu, các thành lũy này chỉ được xây dựng bằng gỗ hoặc đất, về sau chúng được mở rộng và củng cố, trở thành những pháo đài đá vững chắc còn tồn tại đến tận ngày nay.
Bên cạnh việc dùng vũ lực đàn áp, William còn thi hành nhiều chính sách nhằm bài xích giới quý tộc người bản xứ Anglo-Saxon, như cách chức, hay tước đoạt thực quyền, thực địa của họ, đồng thời bổ nhiệm các quan chức người Norman (chủ yếu là họ hàng và giới quý tộc trung thành với William). Ở những khu vực trọng yếu, quan viên cai trị đều do chính tay William bổ nhiệm. Đối với Giáo hội, ông cũng thực hiện chính sách bài xích tương tự: năm 1070, dưới áp lực của William, Giáo hội Anh đã cách chức 5 vị Tổng giám mục gốc Anh, trong đó có tổng giám mục nổi tiếng Canterbury. Những người thay thế họ cũng đều đến từ lục địa châu Âu. Kể từ sau đó, các giáo phẩm của Giáo hội Anh, từ một cha xứ ở nhà thờ cho đến một Tổng giám mục đều do William trực tiếp bổ nhiệm, với mục đích thay thế các tăng lữ người Anh bản xứ bằng tăng lữ người nước ngoài. Kết quả là đến năm 1096, tất cả các hàng giáo phẩm đều không còn do người Anglo-Saxon nắm giữ nữa. Ông cũng tiến hành nhiều cải cách đối với giáo hội Anh, như cấm các giáo sĩ tự ý lập gia đình, buộc các giám mục rút lui khỏi tòa án dân sự để thành lập riêng tòa án tôn giáo, quy định các nghị quyết khiến cho các giám mục hay các mạng lệnh của Giáo hoàng đều không có hiệu lực tại Anh, trừ phi được vua Anh đồng ý,... Qua đó, giáo hội Anh đã trở thành một công cụ thống trị trong tay nhà vua với lý do là họ đã từng giúp đỡ Harold hay từng chống William.

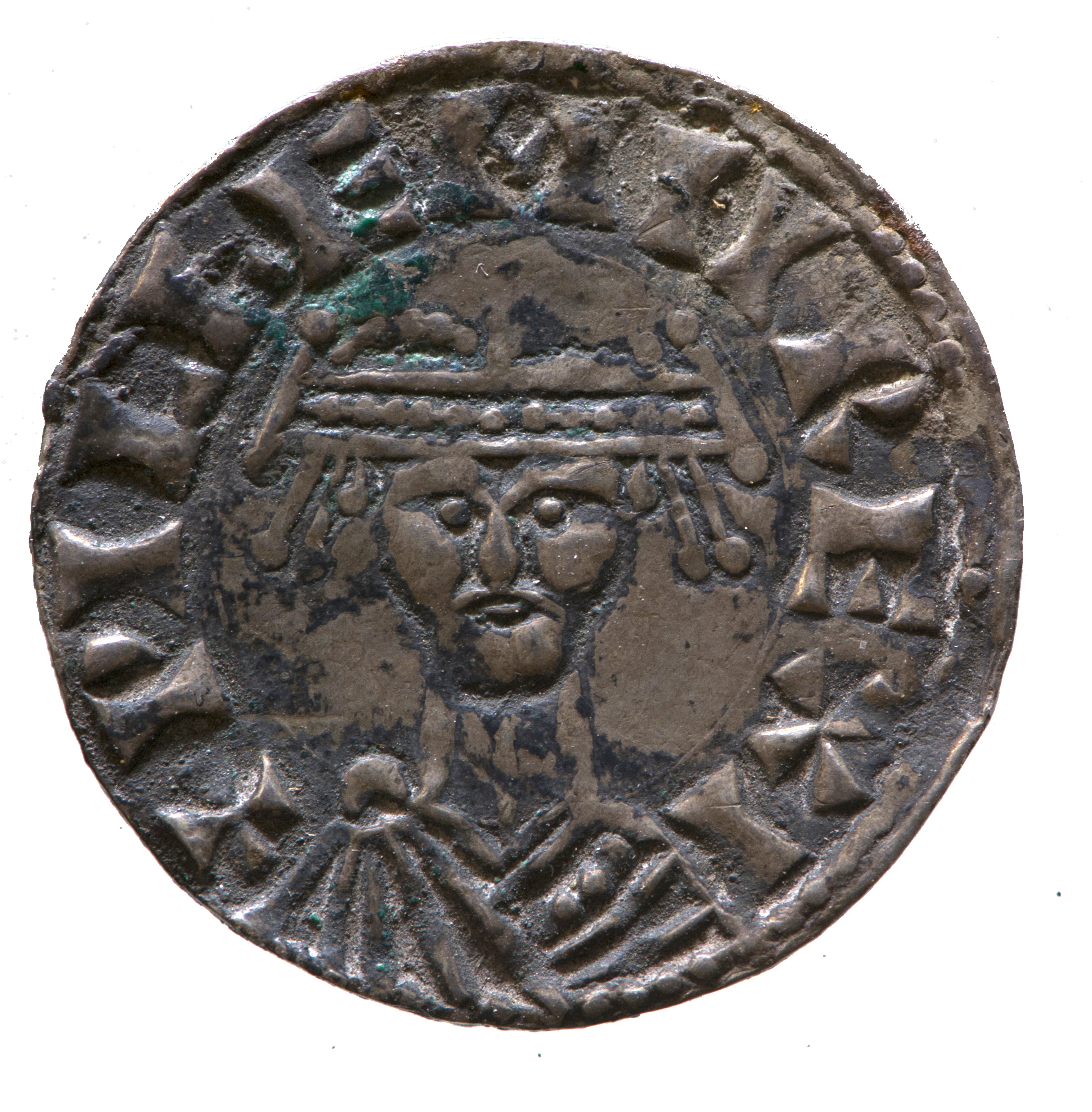
Đồng penny bạc của William, khoảng năm 1068.

Như vậy, hầu như toàn bộ tầng lớp quý tộc Anglo-Saxon đã bị tước mất điều kiện để tồn tại. Nhiều nhà quý tộc Anglo-Saxon đã bị bán ra nước ngoài làm nô lệ, nhiều người khác bỏ trốn sang Flanders, một số khác gia nhập lực lượng cận vệ Varangian của các hoàng đế Đông La Mã Byzantine chiến đấu chống lại các cựu thù Norman của họ, lúc này đang tiếp tục xâm chiếm bán đảo Ý và đảo Sicilia. Cho đến năm 1070, giới quý tộc Anglo-Saxon không còn sở hữu phần lớn ruộng đất tại Anh nữa, đến năm 1086 thì họ chỉ còn nắm giữ 8%. Theo các tài liệu hiện có thì chỉ có hai người thoát khỏi tai họa nói trên. Riêng các hiệp sĩ Anh vẫn được phép thừa kế lãnh địa của gia tộc, với điều kiện họ phải thi hành nghĩa vụ quân dịch với nhà vua và phải lệ thuộc vào các chỉ huy, tướng lĩnh người Norman. Nhờ đó, lực lượng kị binh nước Anh trở nên hùng mạnh nhất cả châu Âu, tạo tiền đề cho sự vinh quang của tước hiệp sĩ Anh sau này.
Đối với thế hệ quý tộc Norman mới đặt chân đến Anh, William cũng không tiến hành phân phong đất đai và chức vụ một cách tùy tiện, mà ông phân phát theo lối nhỏ giọt một cách khôn ngoan để đảm bảo những nhà quý tộc Norman khó lòng mà nổi loạn chống lại nhà vua. Tất cả những chính sách này đã góp phần đáng kể trong việc củng cố vương quyền của William.

## Qua đời

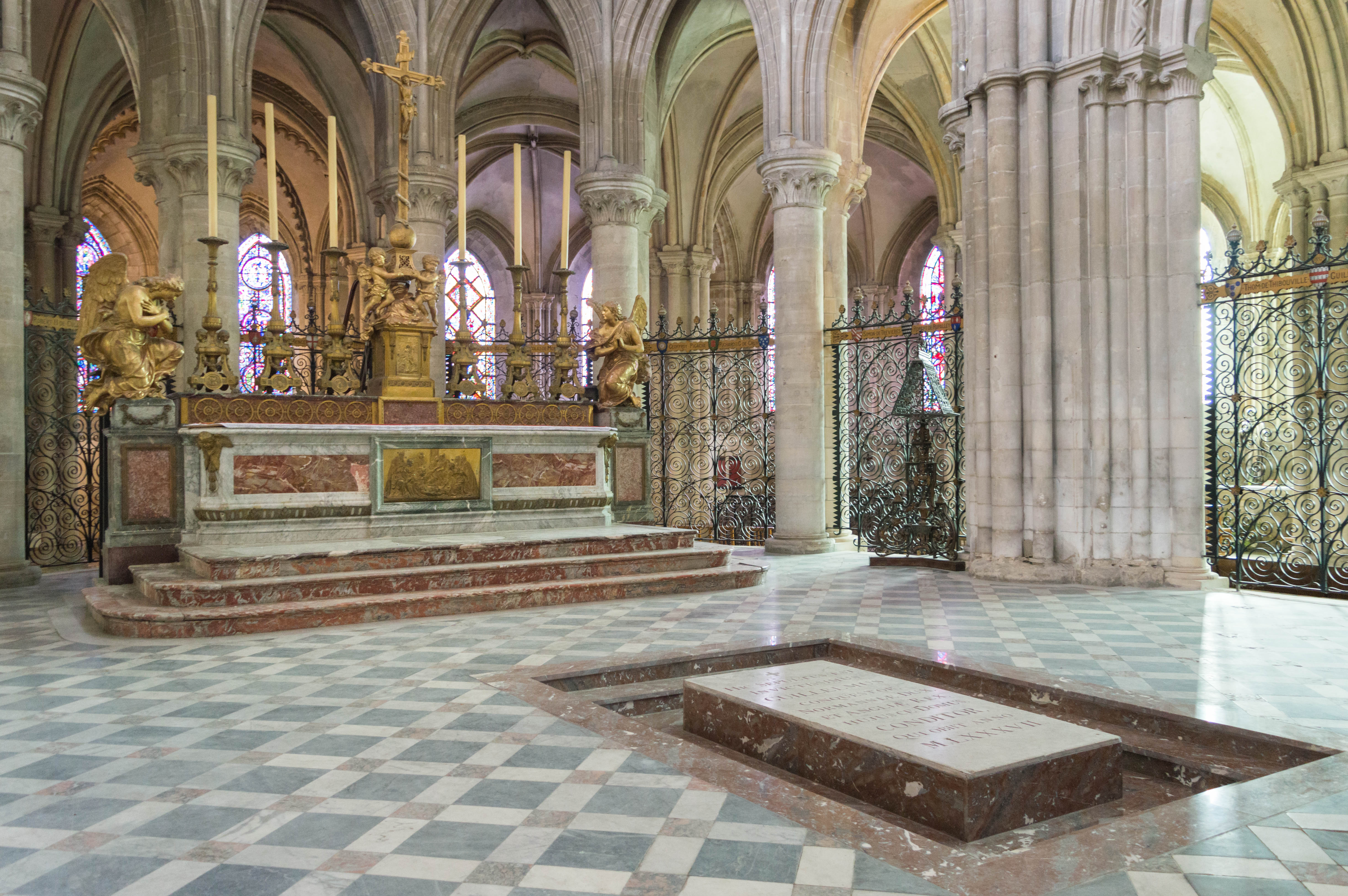
Mộ phần William trước một bàn thờ ở nhà thờ Saint-Étienne, Abbaye aux Hommes, Caen

Sau khi đánh chiếm Mantes và san bằng nơi đây thành bình địa, vua William dẫn quân Norman đi qua một khu đất bị san bằng hãy còn bốc khói, bỗng dưng con ngựa chiến của ông đột nhiên khuỵu xuống khiến William bị ngã ngựa. Cú ngã đó khiến ông bị thương nặng, đau đớn dữ dội, khiến ông khó lòng chỉ huy trận chiến này được nữa, và buộc phải hạ lệnh lui quân. William được đưa về thủ phủ của Normandy là Rouen để nghỉ ngơi, tĩnh dưỡng, hy vọng là sau một thời gian thì sức khỏe của ông sẽ hồi phục. Nhưng trái với dự đoán của nhiều người, bệnh tình của William càng lúc càng trầm trọng và cái chết là điều khó tránh khỏi. Trước lúc vua cha lâm chung, người con trai thứ ba và thứ tư của William là William Rufus và Henry cùng đến Rouen để gặp vua cha lần cuối cùng. William chỉ định Rufus sẽ là người kế ngôi vua nước Anh (chứ không phải là Robert Couthose, kẻ sẽ thừa kế Normandy). Còn Henry thì không được thừa kế lãnh địa, nhưng bù lại ông sẽ nhận được 5.000 pound bạc trắng - một khối tài sản khổng lồ thời bấy giờ. Vừa nghe xong, Henry lập tức chạy đến quốc khố để nhận bạc, bỏ mặc vua cha đang hấp hối trên giường bệnh. Còn Robert, công tước tương lai của Normandy vẫn đang ở trong cung điện của vua Pháp Phillip I - kẻ thù của vua cha ông - hoàn toàn không có ý nghĩ trở về thăm hay chỉ là tham dự lễ tang của William.

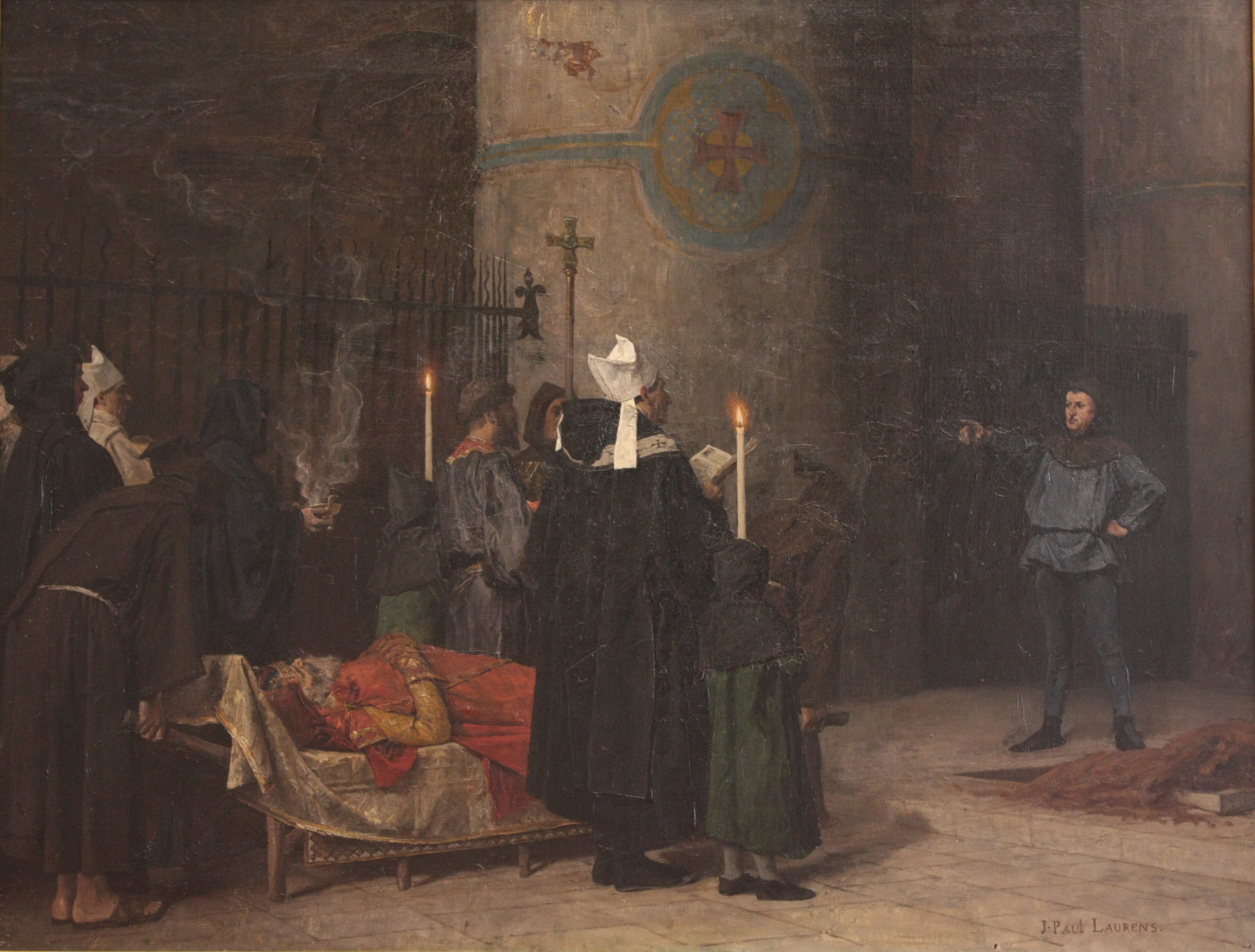
Đám tang của William Nhà chinh phục bởi Jean-Paul Laurens, 1876

Cuối cùng thì thần chết cũng đã đến rước vị vua lừng lẫy tiếng tăm vào một đêm mùa thu mưa rơi tầm tã. Ngày 9 tháng 9 năm 1087, tiếng chuông nhà thờ Rouen ngân vang báo tin vua William băng hà. Có một điều khá chua xót đối với nhà vua quá cố, đó là ngay sau cái chết của mình thì bao danh dự và tiếng tăm ông gầy dựng được đều theo ông xuống dưới ba tấc đất. Bọn thủ hạ của William, ngày thường vẫn tỏ ra trung thành với chủ mình, nay liền lộ rõ bộ mặt tráo trở: họ nhanh chóng lột bỏ những phục sức đắt tiền trên di thể William, đồng thời còn cướp đoạt tất cả những đồ vật quý giá trong phòng để xác ông. Chưa hết, sau đó mọi người phát hiện ra cỗ quan tài đá chuẩn bị sẵn cho nhà vua quá cố trở nên quá chật chội: nguyên nhân chủ yếu là William trong những năm cuối đời lại trở nên phát phì (đến mức ông bị Phillip I chế giễu là "mụ đàn bà chửa"). Chính vì vậy mà bọn bộ hạ của William phải dùng hết sức nhét ông vào cỗ quan tài chật hẹp, và điều đó khiến thi thể vị vua bị vỡ ra, mùi hôi thối xông ra nồng nặc cả khu giáo đường.
Nhưng số phận vẫn chưa buông tha cho William. Trong lúc quan tài đang hạ huyệt thì một người đàn ông bỗng xông ra la to: "Đây là sinh phần của cha tôi đã bị William cướp đoạt!". Anh ta tố cáo rằng triều đình đã mua phần đất này của mình nhưng vẫn chưa trả đủ tiền và yêu cầu các giáo sĩ tại lễ tang chủ trì công đạo cho anh. Mọi người lúc đó hết sức lúng túng, không biết giải quyết ra sao, cuối cùng họ cũng đồng ý trả 60 Sterling cho người chủ đất. Đến chừng này thì vị vua một thời lừng lẫy tiếng tăm mới được chôn cất yên lành.